# Cleptometopus cephalotes
Cleptometopus cephalotes är en skalbaggsart som först beskrevs av Maurice Pic 1926.  Cleptometopus cephalotes ingår i släktet Cleptometopus och familjen långhorningar. Inga underarter finns listade i Catalogue of Life.